# Виза EB-3
Виза EB-3 (англ. EB-3 visa) — привилегированная категория виз для получения постоянного вида на жительство в США на основе трудоустройства, которая предназначена для квалифицированных работников, специалистов или иных работников. В отличие от лиц с экстраординарными способностями по визе EB-1, заявителям на визу EB-3 требуется спонсирующий американский работодатель, при этом процесс иммиграции может быть дольше. Данная иммиграционная виза была введена после принятия Конгрессом Закона об иммиграции 1990 года.

## Типы визы и требования
Виза EB-3 включает в себя три подкатегории: EB-3A «Профессионалы», EB-3B «Квалифицированные рабочие» и EB-3C «Прочие работники»:
- «Профессионалы» — лица, которые должны обладать степенью бакалавра, полученную в США, или же эквивалентным ей иностранным образованием. При этом необходимо доказать, что будущая работа в США соответствует вашей специальности и предполагает, как минимум, наличие степени бакалавра.
- «Квалифицированные рабочие» — тип визы для специалистов среднего уровня квалификации. Для получения данной категории иностранный работник должен иметь знания и навыки выполнения соответствующей работы, и опыт такой работы не менее 2-х лет.
- «Прочие работники» — категория работников, которым для выполнения работы не требуется специальное образование. Данные работники — низкоквалифицированного труда со знаниями и навыками выполнения соответствующих видов работ и опытом работы менее 2-х лет.

Для каждой категории квалификационные требования включают в себя:
- Трудовую сертификацию
- Предложение постоянной работы на полный рабочий день
- Возможность продемонстрировать, что заявитель будет выполнять работу, для которой нет квалифицированных рабочих в США

## Квоты
Государственный департамент США установил численный лимит для иммиграционной категории по трудоустройству в 144 951 визу, а лимит на страну должен составлять 7 % от всемирного лимита, независимо от численности населения страны (что объясняет огромное отставание по Китаю и Индии). Из этого виза EB-3 ограничена 28,6 % от общемирового уровня, и не более 10 000 для «прочих работников».

## Статистика
Ниже приведена статистика выдачи визы EB-3, как для самих рабочих, так и для супругов и детей держателей данной категории виз.
| Год  | Квалифицированные рабочие, специалисты | Прочие работники |
| ---- | -------------------------------------- | ---------------- |
| 2004 | 20 357                                 | 1 308            |
| 2005 | ▼ 12 693                               | ▼ 975            |
| 2006 | ▼ 7 025                                | ▼ 613            |
| 2007 | ▲ 12 919                               | ▲ 755            |
| 2008 | ▼ 7 245                                | ▲ 886            |
| 2009 | ▼ 5 714                                | ▼ 649            |
| 2010 | ▼ 5 644                                | ▲ 697            |
| 2011 | ▼ 5 560                                | ▲ 2 002          |
| 2012 | ▲ 6 290                                | ▲ 2 020          |
| 2013 | ▲ 6 903                                | ▼ 1 634          |
| 2014 | ▼ 6 246                                | ▼ 842            |
| 2015 | ▼ 6 226                                | ▲ 1 114          |
| 2016 | ▲ 7 961                                | ▲ 2 340          |
| 2017 | ▼ 6 964                                | ▼ 929            |
| 2018 | ▲ 9 557                                | ▲ 1 190          |
| 2019 | ▲ 11 345                               | ▲ 1 683          |
| 2020 | ▼ 5 678                                | ▼ 1 632          |